# 本町 (東京都府中市)
本町（ほんまち）は、東京都府中市の地名。現行行政地名は本町一丁目から本町三丁目。
郵便番号は183-0027。

## 地理
府中市の中央南に位置する。東から時計回りに、府中市宮町、府中市日吉町、府中市矢崎町、府中市南町、府中市分梅町、府中市宮西町、府中市片町、に隣接する。

## 世帯数と人口
2022年（令和4年）8月1日現在の世帯数と人口は以下の通りである。
| 町丁       | 世帯数    | 人口    |
| ---------- | --------- | ------- |
| 本町一丁目 | 674世帯   | 1,423人 |
| 本町二丁目 | 1,341世帯 | 2,840人 |
| 本町三丁目 | 392世帯   | 838人   |
| 本町四丁目 | 624世帯   | 1,132人 |
| 計         | 3,031世帯 | 6,233人 |

## 小・中学校の学区
市立小・中学校に通う場合、学区は以下の通りとなる。
| 丁目   | 番地                       | 小学校                 | 中学校                 |
| ------ | -------------------------- | ---------------------- | ---------------------- |
| 一丁目 | 全域                       | 府中市立府中第三小学校 | 府中市立府中第三中学校 |
| 二丁目 | 全域                       | 府中市立府中第三小学校 | 府中市立府中第三中学校 |
| 三丁目 | 全域                       | 府中市立府中第三小学校 | 府中市立府中第三中学校 |
| 四丁目 | 24(の1,2,8,11～13)，25，26 | 府中市立府中第三小学校 | 府中市立府中第三中学校 |
| 四丁目 | 24(の1,2,8,11～13)，25，26 | 府中市立南町小学校     | 府中市立府中第三中学校 |

## 交通

### 鉄道
| 街区内に存在する駅                          | 隣接する街区の駅       |
| ------------------------------------------- | ---------------------- |
| 南武線 武蔵野線 - 府中本町駅(JN 20) (JN 35) | 京王線 - 府中駅(KO 20) |

### バス
- 京王電鉄バス府中営業所

### 道路
- 神奈川県道・東京都道9号川崎府中線
- 東京都道18号府中町田線
- 下河原緑道(旧下河原線用地)

## 施設
- 武蔵府中税務署
- 府中市立府中第三中学校
- 安養寺